# Rào Cỏ
Rào Cỏ (wiet. Núi Rào Cỏ) – szczyt na granicy wietnamsko-laotańskiej o wysokości 2235 lub 2286 m n.p.m. Wybitność szczytu wynosi 1610 m.